# Subway Hero
"Subway Hero" é o décimo segundo episódio da segunda temporada da série de televisão de comédia de situação norte-americana 30 Rock, e o trigésimo terceiro da série em geral. Teve o seu enredo escrito por Jack Burditt e Robert Carlock e foi dirigido por Don Scardino, que era um dos produtores da temporada. A sua transmissão original ocorreu na noite de 17 de Abril de 2008 através da rede de televisão National Broadcasting Company (NBC). Dentre as personalidades convidadas para o episódio, estão inclusas o então presidente da câmara municipal da Cidade de Nova Iorque Michael Bloomberg e os actores Dean Winters, Maulik Pancholy, Tim Conway e Kevin Brown. O Lorde da Copa Stanley foi também listado como uma das personalidades convidadas como uma piada por parte dos produtores.
O enredo principal de "Subway Hero" gira em torno do ex-namorado de Liz Lemon (interpretada por Tina Fey), Dennis Duffy (Winters), que se tornou uma celebridade local após ter salvado a vida de alguém em uma estação de metropolitano. Entretanto, Jack Donaghy (Alec Baldwin) procura uma celebridade para representar o Partido Republicano, e Kenneth Parcell (Jack McBrayer) tem a oportunidade de conhecer Bucky Bright (Conway), um dos seus ídolos de infância. A trama que envolve a personagem Dennis Duffy foi inspirada na história de Wesley Autrey, que após ter impedido que um estudante fosse atingido pela carruagem do Metropolitano de Nova Iorque em 2007 foi apelidado de "Herói do Metropolitano da Cidade de Nova Iorque."
Em geral, o episódio foi recebido com opiniões positivas pela crítica especialista em televisão do horário nobre, que elogiou o seu teor humorístico e o aplaudiu pelo seu conteúdo apresentar uma melhoria em relação ao episódio anterior. De acordo com o serviço de mediação de audiências Nielsen Ratings, foi assistido por uma média de 6,4 milhões de telespectadores norte-americanos durante a sua transmissão original e recebeu uma classificação de 2,8 e oito de share no perfil demográfico dos telespectadores entre os dezoito aos 49 anos de idade. Pelo seu desempenho como Bucky Bright, Conway venceu um prémio Primetime Emmy na categoria Melhor Ator Convidado em Série de Comédia.

## Produção e desenvolvimento

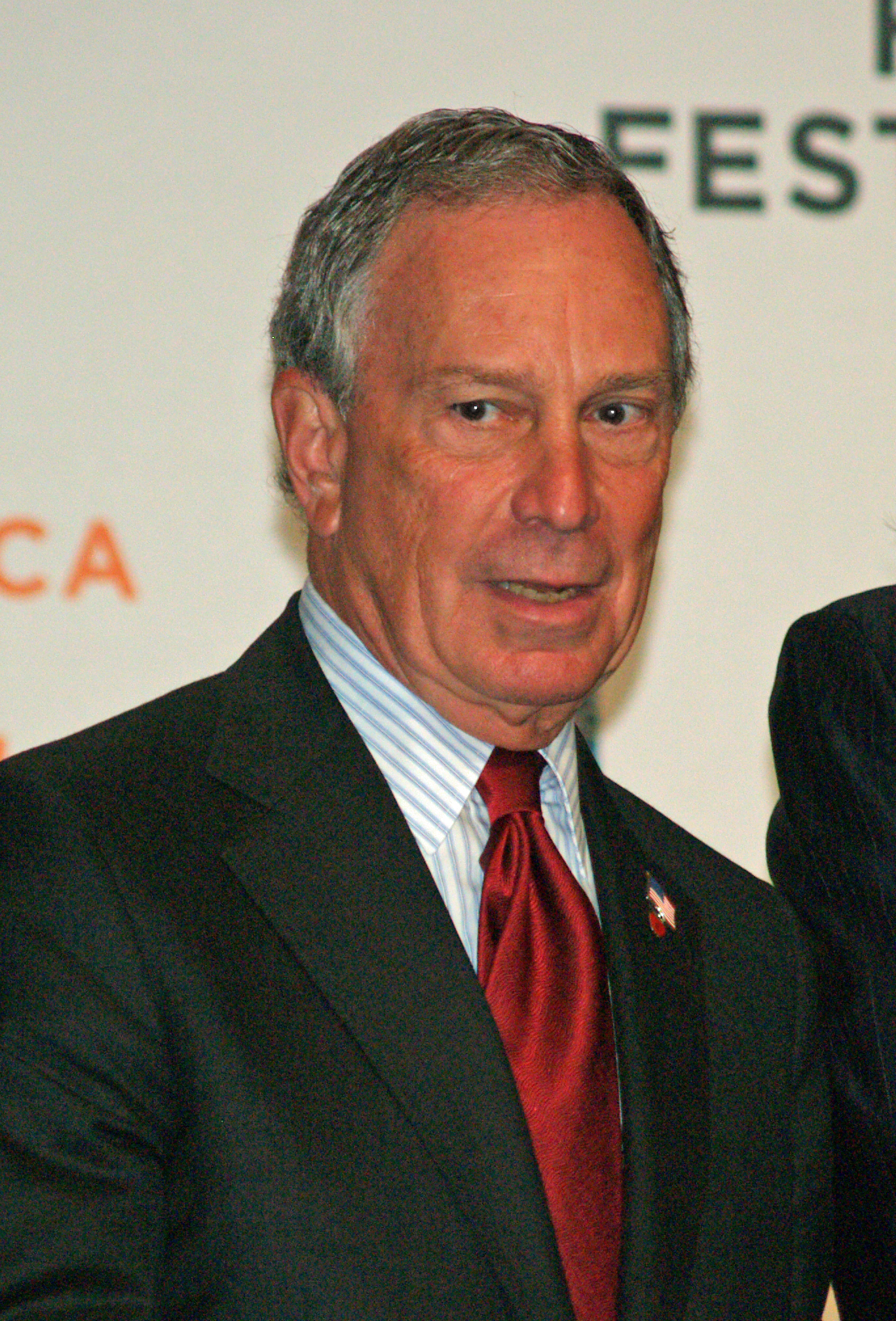
Michael Bloomberg, que no momento era o presidente da câmara municipal da Cidade de Nova Iorque, fez uma participação em "Subway Hero."

"Subway Hero" teve o seu enredo escrito por Jack Burditt e Robert Carlock e foi dirigido por Don Scardino, que era também um dos produtores da temporada. Este é o sexto crédito de escrita por argumento por Burditt e o sétimo por Carlock. Além disso, é a segunda vez em que ambos co-escrevem o guião de um episódio da série, após "Cleveland" na primeira temporada. Não obstante, foi ainda o décimo primeiro episódio da série a ser dirigido por Scardino.
Algumas cenas de "Subway Hero" foram gravadas a 10 de Março de 2008 no interior da ala Este dos Estúdios Silvercup, localizados em Long Island City, Cidade de Nova Iorque. Originalmente, a data de transmissão para o episódio era 10 de Abril de 2008, contudo, por razões desconhecidas, foi emitido apenas na semana seguinte, marcando assim a única vez na série em que episódios não foram transmitidos na mesma ordem em que foram produzidos. Desse modo, "Subway Hero" foi emitido como o décimo segundo episódio da segunda temporada de 30 Rock e "MILF Island" foi transmitido como o 11.°.
Na manchete do jornal que a personagem Jenna Maroney, interpretada por Jane Krakowski, mostra à Liz, vem escrito que Kay Cannon redigiu o artigo. Além de ser argumentista frequente de 30 Rock, Cannon é ainda a editora do enredo dos episódios da série. Comentando sobre a experiência de trabalho com Michael Bloomberg, ex-presidente da câmara municipal da Cidade de Nova Iorque, Winters o descreveu como "divertido" e afirmou que "ele é descontraído. E é muito natural." A cena que decorre na estação de metropolitano do Rockefeller Center foi na verdade filmada na plataforma da 42nd Street Shuttle na estação de metropolitano de nome Grand Central. Para a gravação da cena, foram colocadas sinalizações por cima das originais, nas quais se podia ler "47–50 Sts – Rockefeller Center", e ainda renomearam uma das carruagens para comboio D.
A trama que envolve Dennis Duffy, personagem interpretada por Winters, foi baseada nas acções de Wesley Autrey, que salvou um estudante de dezanove anos de idade que estava a ter uma convulsão e caiu nos carris do Metropolitano da Cidade de Nova Iorque. De modo a salvá-lo, Autrey se jogou em cima do jovem, tal como fez Duffy em "Subway Hero." Enquanto era guiado pelos estúdios do TGS with Tracy Jordan (TGS), Conway olha para uma imagem à preto-e-branco na qual se identifica no Navio da Marinha PT-73. Aquela era, na verdade, uma imagem promocional usada para o seriado McHale's Navy (1962), no qual o actor interpretava uma personagem secundária. Todavia, o seriado era transmitido pela American Broadcasting Company (ABC) e não pela NBC.

## Enredo
Jack procura uma personalidade famosa para representar o Partido Republicano. Bucky Bright, uma antiga estrela de televisão que trabalhou na NBC, candidatou-se a ocupar a posição, contudo, foi recusado. Bright acaba desenvolvendo uma amizade com o Kenneth durante uma visita guiada à 30 Rockfeller Plaza. Nessa visita, Bright partilha um monte de histórias horripilantes sobre os bastidores nos primeiros estágios da televisão, deixando o estagiário traumatizado. Quando convidada ao escritório de Jack, Liz é questionada se se importaria caso o seu ex-namorado Dennis fizesse uma participação no TGS. Desde a última vez em que se tinham visto, Dennis havia salvado a vida de alguém em uma estação de metropolitano, tendo se tornado uma celebridade local por tal acto e recebido uma Medalha de Bronze do presidente da câmara municipal. Então, Liz marca um encontro com ele, no qual concorda em deixá-lo fazer uma participação no programa. Após batalhar para encontrar alguém, Jack acaba escolhendo Tracy Jordan (Tracy Morgan) para assumir o papel. Jenna, preocupada com o encontro de Liz e Dennis, avisa a sua amiga para que não se deixe apaixonar pelo seu ex-namorado novamente. Quando Liz se apercebe que ainda tem sentimentos por ele, rapidamente encontra um motivo para se livrar dele quando os seus "15 minutos de fama" começam a desvanecer, o que faz com que ela cancele o convite. De seguida, Liz o segue até à estação de metropolitano 47th–50th Streets–Rockefeller Center, onde o encontra a tentar reclamar mais uma vez o seu título de "Herói do Metropolitano" ao tentar atirá-la para os carris de um comboio à caminho da estação.

## Transmissão e repercussão

### Audiência de 30 Rock
Durante a sua transmissão original, de acordo com as estatísticas publicadas pelo sistema de mediação de audiências Nielsen Ratings, "Subway Hero" foi assistido em um acumulado de 6,4 milhões de agregados familiares, marcando assim a maior audiência alcançada pela série desde o episódio "Somebody to Love", transmitido na noite de 15 de Novembro de 2007. Conseguiu ainda uma classificação de 2,8 e 8 de share no perfil demográfico dos telespectadores entre os dezoito aos 49 anos de idade. Isso significa que foi visto por 2,8 por cento de todas as pessoas dos dezoito aos 49 anos de idade, e por 8 por cento de todas as pessoas de dezoito a 49 anos de idade dentre as que estavam à assistir a televisão no momento da transmissão. Em comparação a "No Heads And A Duffel Bag", episódio do seriado My Name Is Earl que antecedeu a transmissão deste, "Subway Hero" registou um aumento de 0,2 pontos no perfil demográfico dos telespectadores entre os 18 aos 49 anos de idade.

### Análises da crítica
| Críticas profissionais  | Críticas profissionais |
| Avaliações da crítica   | Avaliações da crítica  |
| Fonte                   | Avaliação              |
| ----------------------- | ---------------------- |
| Bob Sassone             | (positiva)             |
| The Daily Herald        | (negativa)             |
| Entertainment Weekly    | (positiva)             |
| IGN                     | 7,7/10                 |
| Los Angeles Times       | (mista)                |
| The New York Daily News | (positiva)             |
| The Star-Ledger         | (negativa)             |
| TV Guide                | (positiva)             |
| USA Today               | (positiva)             |

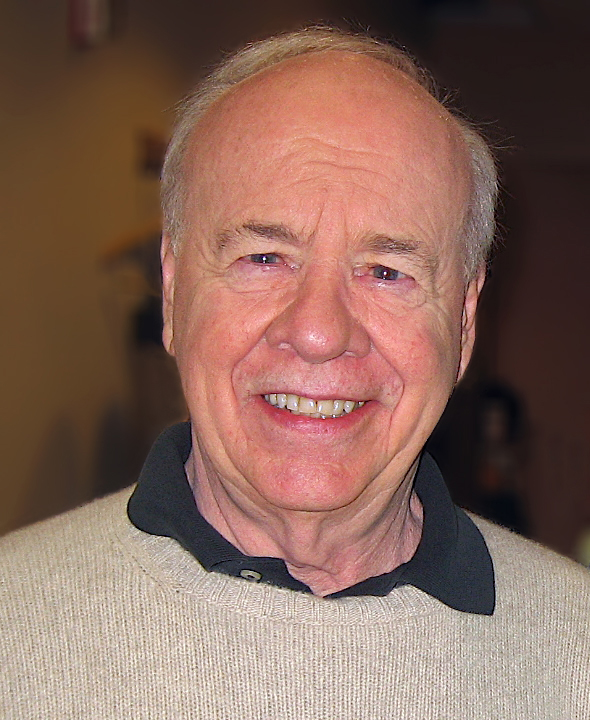
Tim Conway venceu um prémio Emmy do horário nobre pela interpretação de Bucky Bright em "Subway Hero."

Escrevendo para o jornal Los Angeles Times, a jornalista Claire Zulkey achou que "de algum jeito, o episódio quase pareceu muito conduzido por uma fórmula, usando tramas familiares e até mesmo a fantasia obrigatória que envolve Baldwin como um ex-presidente dos Estados Unidos. O seriado, até este momento pós-greve, não pareceu se distinguir muito da primeira temporada. Mas será que isso é realmente mau?" Ann Oldenburg, para o USA Today, afirmou que "como sempre, [este episódio de] 30 Rock esteve repleto de monólogos rápidos." Jeff Labrecque, para a revista electrónica Entertainment Weekly, achou que "mesmo para 30 Rock, conhecida por ser [uma série] politicamente astuta, o episódio de ontem à noite foi invulgarmente assim assim."
Bob Sassone, para a coluna TV Squad do portal AOL, escreveu que "Subway Hero" "teve mais piadas e monólogos — daqueles dos que você realmente sorri e ri às gargalhadas" e "não há outra [série de] comédia que vai com tudo como 30 Rock está a ir agora." Matt Webb Mitovich, para a revista digital TV Guide, afirmou que o episódio "esteve repleto de não apenas gargalhadas maravilhosas, mas também um pouco de emoção: a montanha-russa que é o relacionamento de Liz e Dennis!" Tendo atribuído uma classificação de 7,7 a partir de uma escala de dez, Robert Canning, para o portal britânico IGN, declarou que "é por isto que 30 Rock ainda é um seriado que você não pode perder. Até os episódios mais fracos conseguem ser bastante engraçados."
Ted Cox, escrevendo para o The Daily Herald, afirmou que "[os argumentos têm] de concordar que me parece que não apenas Fey e Liz, mas a maioria dos telespectadores em casa mereciam melhor que isto." Alan Sepinwall, para o The Star-Ledger, declarou que "eu vi 'Subway Hero' um tempo atrás, e tal como escrevi na minha coluna na semana passada, a minha reacção foi quase a mesma que para com 'MILF Island': um número de momentos individuais bastante engraçados, mas um episódio que foi menos do que as suas partes como um todo." David Hinckley, para o The New York Daily News, escreveu que houve "muitas piadas sobre ex-namorados, mais uma vez, bem formuladas" e que "elas funcionam." Escreveu ainda que "a temporada é mesmo um tipo de programa de visualização obrigatória e ainda um ponto para Tim Conway como uma estrela de televisão antiga cujo trajecto recolecciona que os 'bons velhos dias' continuam a ficar mais estranhos e engraçados. Ele quase que rouba foco do episódio."

### Prémios e nomeações
Na sexagésima cerimónia anual dos prémios Emmy do horário nobre, Conway venceu na categoria Melhor Ator Convidado em Série de Comédia pelo seu desempenho como a personagem Bucky Bright em "Subway Hero."